# Sonchus megalocarpus
Sonchus megalocarpus là một loài thực vật có hoa trong họ Cúc. Loài này được Joseph Dalton Hooker mô tả khoa học đầu tiên năm 1856 dưới danh pháp Sonchus asper var. megalocarpus. Năm 1929, John McConnell Black nâng cấp nó thành loài riêng biệt. Năm 1976, Nicholas Sèan Lander tách nó thành loài duy nhất của chi Actites.
Nghiên cứu năm 2004 cho thấy A. megalocarpa có quan hệ họ hàng gần với Sonchus maritimus và Sonchus arvensis. Vì thế, nó được chuyển trở lại chi Sonchus nghĩa rộng.